# Kristoff Vernard
Kristoff Vernard, conosciuto anche come Kristoff von Doom e successivamente come il Dottor Destino II, è un personaggio dei fumetti, creato da John Byrne (testi e disegni), pubblicato dalla Marvel Comics. La sua prima apparizione avviene in The Fantastic Four (prima serie) n. 247 (ottobre 1982), mentre come Dottor Destino II appare in The Fantastic Four (prima serie) N. 248.

## Biografia del personaggio
Il Dottor Destino, tornato a Latveria dopo che la rivoluzione aveva portato al potere il robot Zorba, riuscì a reimpadronirsi del trono e condusse con sé a palazzo, per farne il proprio erede, anche un ragazzino di nome Kristoff Vernard, che gli era rimasto fedele nel momento del bisogno e a cui era stata uccisa la madre.
Quando il corpo del Dottor Destino andò distrutto insieme all'alieno Tyros (prima conosciuto come Terrax), egli riuscì a trasferire la propria coscienza in un'altra persona: per proseguire l'opera del loro sovrano, i Doombots trasferirono i ricordi del Dottor Destino in Kristoff, il quale finì col convincersi davvero di essere il Dottor Destino e decise di mettere in atto il piano elaborato in passato da Victor per impadronirsi del quartier generale dei Fantastici Quattro. Dopo aver intrappolato il gruppo di supereroi nel Baxter Building, spedì l'edificio nello spazio e solo il potere di Susan Storm di creare campi di forza riuscì a salvarli.
I Fantastici Quattro ritornarono a Latveria e sconfissero quello che credevano essere il Dottor Destino. Scoperta l'identità del ragazzo, lo riportarono a New York per cercare di farlo tornare in se stesso e lo imprigionarono nel loro nuovo quartier generale.
Nel frattempo un essere chiamato Arcano era riuscito a creare un nuovo corpo per il vero Dottor Destino e a riportarvi la coscienza di Victor. Questi era intenzionato a costringere Mefisto a restituirgli l'anima della madre e, a tale scopo, organizzò il rapimento di Franklin Richards, il figlio di Susan Storm e Reed Richards, per sfruttarne i poteri.
Durante l'operazione anche Kristoff riuscì a liberarsi e a tornare a Latveria per rivestire nuovamente i panni del Dottor Destino. Lo scontro fra Kristoff e Victor era ormai inevitabile ma i Doombots, stupiti dei dubbi manifestati da Victor sulla possibilità che Franklin sconfiggesse Mefisto, si convinsero che lui non poteva essere il vero Dottor Destino. Victor fu quindi cacciato da Latveria e Kristoff, ancora convinto di essere il Dottor Destino imprigionato nel corpo di un ragazzo, rimase sul trono. Alla fine, comunque, il vero Dottor Destino riuscì a riottenere il suo regno.

### House of M
Nella realtà alternativa di House of M Kristoff è il figlio adottivo di Von Doom e di sua moglie Valeria, nonché principe di Latveria. Con il padre, la madre ed un Ben Grimm noto come La Massa (un essere ridotto a vivere come un animale), è un membro dello Spaventoso Quartetto.

Kristoff ha ottenuto dal padre il potere di trasformarsi in un demone di fuoco e porta il nome di Torcia Inumana.

## Poteri e abilità
Kristoff fa uso di un'armatura piena di gadget speciali come ad esempio guanti che emettono raggi di energia percussive, razzi a propulsione che gli permettono di volare e campi di forza per proteggersi. Inoltre è un potente stregone che fa uso della magia nera.